# Lövholmen, Karleby
Lövholmen är en ö i Finland. Den ligger i Bottenviken och i kommunen Karleby i den ekonomiska regionen  Karleby i landskapet Mellersta Österbotten, i den nordvästra delen av landet. Ön ligger nära Karleby och omkring 430 kilometer norr om Helsingfors.
Öns area är 7,1 hektar och dess största längd är 490 meter i sydöst-nordvästlig riktning. I omgivningarna runt Lövholmen växer i huvudsak blandskog.